# 林桂芬
林桂芬（？—？），清朝官員，本籍廣東。監生從軍，並於平定廣西艇匪獲功。

## 生平
林桂芬於1869年（同治8年）接替郭志緯，任臺灣府淡水廳艋舺縣丞一職，是大臺北地區的地方父母官。1889年（光緒15年）苗栗縣設立，清廷派林桂芬為首度縣令，接下苗栗縣知縣縣丞，成為苗栗縣首位縣丞。